# Francisco Arias
Francisco Arias Zambrano, más conocido como Francisco Arias (Cantón Piñas, El Oro – Ecuador, 9 de junio de 1990), es un cantante y actor ecuatoriano, es conocido por ser el bailarín en varios videoclips como Chandelier y Elastic Heart de la cantante Sia. También forma parte de los artistas en «Musical world» (2011), teniendo 18 temas en su álbum «Everytime», y 9 en su primer sencillo «Silencio del amanecer».

## Biografía

### Primeros años
Francisco Arias nació en el Cantón Piñas, Ecuador el 9 de junio de 1990, cuando tenía 6 años sus padres se trasladaron a Machala por cuestiones de trabajo honde vivió 4 años, a sus 10 años componía canciones de manera profesional.
En 2001 su familia se mudó a Loja, ciudad donde ha vivido desde entonces.

## Carrera musical

### Descubrimiento
En 2005, junto a Carmen Armijos en un dúo participó en el programa «música del mañana» de la radio «Sinfonía Estéreo» en una canción denominada «Un canto más y me sientes» un género balada pop que fue un logro importante para él, y lo que hizo conseguir su primer sencillo llamado «No más un segundo sin ti» que salió este mismo año y que obtuvo varias adquisiciones por las radios de la localidad.

### Su banda de rock (2006)
El director de la banda de rock «The rostwell RB», Marvin Estrella, impulsaba la creación de nuevas composiciones, donde fue cuando consiguió el disco de oro al obtener la obra en género rock del tema de “La fiesta del rock” mientras que el vocalista Leonardo Carrión ya los interpretó, entre eso el líder de la banda se había convertido en el artista «Rostwell» componiendo posteriormente los temas «Mis dedos sobre tus ojos» y «Chuck no podrás con mi banda».
Comenzó como integrante de la banda «The Rostwell RB» en febrero (2006), En sí fue una escuela de actuación donde desempeñó un papel de actor llamado «Eddy Cranff» siendo el nuevo integrante de una banda de rock que había fracasado totalmente.

### «Silencio del amanecer» (2007)
El 19 de abril de 2007 salió su primer álbum «Silencio del Amanecer» que tuvo 6 éxitos, uno de los temas de este álbum se encontraba entre los 10 primeros éxitos más escuchados en la Radio «Mileniun», con 9400 reproducciones hasta el mes de julio.
A finales de este año estuvo asignado a participar como actor en obras teatrales organizadas por la «GENERACION 2007» formando parte entre los mejores carretes de la obra.

### «Everytime» (2008-2013)
El 21 de marzo de 2008 salió su primer sencillo denominado «No más un segundo sin ti» el primer éxito de su nuevo álbum «Everytime» que salió un año más tarde, este constaba de 18 éxitos compuestos por el mismo, describiendo su nueva trayectoria y su simpatía por el género pop latino, hablando de «el mejor cambio que podría vivir una persona brillante».
Consiguió con este álbum pertenecer al grupo de arte y música de la localidad en calidad de composición de letras para diferentes artistas locales y donde un año más tarde fue nominado teniendo lugar en el talent show de La voz Ecuador.

### Nominación a obras de teatro (2013-2015)
Años más tarde la producción con el director de la banda nominó a Francisco para una obra teatral de danza representativa de la obra destacada de Sia que había aparecido el 2009, llamada «Soon we’ll be found», donde aprobó su participación como bailarín, que en un inició no fue de su mejor elección hasta concordar en su nueva trayectoria y fue cuando había recibido críticas de su equipo de producción.   

### Obras de actuación (2015-actualidad)
En octubre del 2015 luego de la interpretación teatral del éxito del artista latino Pitbull llamado «El taxi», en cuanto a la producción y danza Arias recibió una asignación para participación en festivales de música de la cantante Sia. 
Meses más tarde después de aprobación de la cantante Sia, había planificado el primer especial de Chandelier éxito de la artista que salió ese mismo año en su primera aparición.
A mediados del 2016 bajo pedido del club de fanes se creó la fiebre «Ufest», que fue varias secciones de producción y edición por temporadas, una de las producciones de dance que alcanzó el cuarto lugar en nominaciones del año que pertenecieron al «Ufest2016», con el éxito conocido como Chandelier y Elastic Heart que estuvo entre los primeros de la plataforma SentHD, así mismo nominadas entre los primeros puestos del video del año, Posterior a este índice de audiencia Francisco decidió apoyar a la disposición realizada por su producción conocida como «Sia Live Acting» que era denominado como el festival de la actuación de nombre «UfestPerformance», la misma que consistió de una serie de ediciones y reproducciones y la historia de estos éxitos de Sia en su álbum denominado «1000 formas de miedo» producciones que fueron realizadas hasta agosto del 2016.
En diciembre del 2016 tuvo lugar el especial del 2016 donde salieron nuevos géneros teatrales en éxitos del DJ Alan Walker como «Alone» y «Faded» que Francisco había prometido a sus seguidores.
En febrero del 2017, la producción trabajó junto a Francisco en el nuevo éxito de la cantante «Move your body», donde meses más tarde ocurrió una controversia demorándose la salida del nuevo video musical más de lo que estaba proyectado, que hizo a Francisco trabajar con otra productora llamada «AtlanticTV» con la misma que concluyó sus tres videos ese mismo año. 
En abril del 2018 tuvo lugar las dos nuevas producciones «Never Give Up» y «Angel by the wing» que salieron por primera vez en el festival «Ufest2018” realizado en la ciudad de Azogues.

## Filmografía

### Créditos de actuación
| Año  | Serie                   | Papel         | Notas                                                               |
| ---- | ----------------------- | ------------- | ------------------------------------------------------------------- |
| 2006 | «A moment with my band» | «Eddy Cranff» | líder de la banda «The Rostwell», guitarrista de la banda Actuación |

## Discografías

### Primer álbum «Silencio del Amanecer»
| Año  | Título                   | Género | Álbum                   |
| ---- | ------------------------ | ------ | ----------------------- |
| 2005 | «Junto a ti»             | balada | «Silencio del Amanecer» |
| 2006 | «Solo para ti»           | balada | «Silencio del Amanecer» |
| 2006 | «Quiero estar Contigo»   | balada | «Silencio del Amanecer» |
| 2006 | «Necesito Querer»        | balada | «Silencio del Amanecer» |
| 2006 | «Princesa de mis Sueños» | balada | «Silencio del Amanecer» |
| 2007 | «Para Navidad»           | balada | «Silencio del Amanecer» |
| 2007 | «En mi Cumpleaños»       | balada | «Silencio del Amanecer» |
| 2007 | «Sin tu Amor»            | balada | «Silencio del Amanecer» |
| 2007 | «Fue tan solo un Sueño»  | balada | «Silencio del Amanecer» |

### Segundo álbum «Everytime»
| Año  | Título                                          | Género     | Álbum       |
| ---- | ----------------------------------------------- | ---------- | ----------- |
| 2008 | «No más un segundo sin ti»                      | pop latino | «Everytime» |
| 2008 | «Yo quiero ser como tú»                         | pop latino | «Everytime» |
| 2008 | «Contigo quiero estar»                          | pop latino | «Everytime» |
| 2008 | «Amor, Amor, Amor»                              | pop latino | «Everytime» |
| 2008 | «Mi vida quiero vivirla Contigo»                | pop latino | «Everytime» |
| 2009 | «En Un Parque»                                  | pop latino | «Everytime» |
| 2009 | «Yo quiero sentirte Aqui»                       | pop latino | «Everytime» |
| 2009 | «Siempre Contigo»                               | pop latino | «Everytime» |
| 2009 | «Bebe, I love you»                              | pop latino | «Everytime» |
| 2010 | «Special Day»                                   | pop latino | «Everytime» |
| 2010 | «Ámame, Ámame»                                  | pop latino | «Everytime» |
| 2010 | «Lo único que yo Quiero»                        | pop latino | «Everytime» |
| 2010 | «Special November»                              | pop latino | «Everytime» |
| 2011 | «Día de Diciembre»                              | pop latino | «Everytime» |
| 2011 | «Lucha por lo que Quieres, Gana cada Batalla»   | pop latino | «Everytime» |
| 2012 | «Te Quiero»                                     | pop latino | «Everytime» |
| 2012 | «Una Carta para ti (especial de San Valentín) » | pop latino | «Everytime» |
| 2012 | «Forever Love»                                  | pop latino | «Everytime» |

## Videos musicales
| Año  | Título              | Artista     | Notas                              |
| ---- | ------------------- | ----------- | ---------------------------------- |
| 2015 | «El taxi»           | Pitbull     | Aparición principal en coreografía |
| 2015 | «What is Love»      | Haddaway    | Aparición principal en coreografía |
| 2016 | «Chandelier»        | Sia         | Aparición principal como bailarín  |
| 2016 | «Elastic Heart»     | Sia         | Aparición principal como bailarín  |
| 2016 | «Faded»             | Alan Walker | Aparición principal como bailarín  |
| 2016 | «Alone»             | Alan Walker | Aparición principal como bailarín  |
| 2017 | «Cheap Thrills»     | Sia         | Aparición principal como bailarín  |
| 2017 | «Move your body»    | Sia         | Aparición principal como bailarín  |
| 2017 | «Never Give Up»     | Sia         | Aparición principal como bailarín  |
| 2018 | «Raibow»            | Sia         | Aparición principal como bailarín  |
| 2018 | «Angel by the wing» | Sia         | Aparición principal                |